# Okręg wyborczy Leeds South East
Okręg wyborczy Leeds South East powstał w 1918 r. i wysyłał do brytyjskiej Izby Gmin jednego deputowanego. Okręg obejmował południowo-wschodnią część miasta Leeds. Został zlikwidowany w 1983 r.

## Deputowani do brytyjskiej Izby Gmin z okręu Leeds South East
- 1918–1924: James O’Grady, Partia Pracy
- 1924–1929: Henry Slesser, Partia Pracy
- 1929–1952: James Milner, Partia Pracy
- 1952–1955: Denis Healey, Partia Pracy
- 1955–1970: Alice Bacon, Partia Pracy
- 1970–1983: Stanley Cohen, Partia Pracy